# Virtuelt kamera system
I 3D-videospil er formålet med et virtuelt kamerasystem at styre et eller flere kameraer for at præsentere en virtuel 3D-verden. Disse kamerasystemer bruges til at vise spillets handling fra den bedst mulige vinkel og sikre, at spilleren får den mest optimale oplevelse. Generelt anvendes de i virtuelle 3D-miljøer, når der er behov for en tredjepersonsvisning (også kendt som Third-person), hvilket giver spilleren et bedre overblik over omgivelserne og karakterens interaktion med verden. Udviklingen af kamerasystemer i videospil har haft en stor indflydelse på spiloplevelsen, idet den rette kameravinkel kan forbedre både spillets æstetik og gameplay.
I modsætning til filmskabere skal skaberne af virtuelle kamerasystemer forholde sig til en interaktiv og uforudsigelig verden. Det er umuligt at forudsige, hvor spilkarakteren vil befinde sig i de næste par sekunder, hvilket gør det umuligt at planlægge optagelserne på forhånd, som filmskabere gør. For at løse dette problem benytter systemet sig af specifikke regler eller kunstig intelligens til at vælge de mest passende vinkler og skud i realtid. Dette gør det muligt for kamerasystemet at tilpasse sig dynamisk til spillets handling og sikre, at spilleren altid har det bedst mulige overblik over situationen.

## Tredjepersonsvisning (Third-Person view)
I videospil refererer "tredjeperson" til et grafisk perspektiv, der vises fra en fast afstand bagved og lidt over spillerens karakter. Denne synsvinkel giver spillerne mulighed for at se en mere detaljeret avatar og bruges ofte i actionspil og action-eventyrspil. Spil med dette perspektiv anvender ofte positionslyd, hvor lydstyrken af omgivende lyde varierer afhængigt af avatarens position. Dette bidrager til en mere immersiv oplevelse, da lydene dynamisk tilpasses baseret på karakterens bevægelser og placering i spillets verden.
Der findes primært tre typer af tredjepersons kamerasystemer: "faste kamerasystemer", hvor kamerapositionerne er fastlagt under spillets udvikling; "sporingskamerasystemer", hvor kameraet følger spillerens karakter; og "interaktive kamerasystemer", som er under spillerens kontrol. Faste kamerasystemer giver forudbestemte visninger, der kan fremhæve bestemte dele af spillet, mens sporingskamerasystemer sikrer, at karakteren altid er i fokus. Interaktive kamerasystemer tilbyder spillerne fuld kontrol over kameraets bevægelser, hvilket giver dem mulighed for at tilpasse synsvinklen efter behov og forbedre spiloplevelsen.